# Pieris bowdeni
Pieris bowdeni is een vlindersoort uit de familie van de Pieridae (witjes), onderfamilie Pierinae.
Pieris bowdeni werd in 1984 beschreven door Eitschberger.